# Anua obsolescens
Anua obsolescens là một loài bướm đêm trong họ Erebidae.